# Babiana leipoldtii
Babiana leipoldtii är en irisväxtart som beskrevs av Gwendoline Joyce Lewis. Babiana leipoldtii ingår i släktet Babiana och familjen irisväxter. Inga underarter finns listade i Catalogue of Life.